# Suzume
Suzume (すずめの戸締まり, Suzume no Tojimari) is een Japanse animatiefilm uit 2022 die is geschreven en geregisseerd door Makoto Shinkai. De avonturenfilm werd geproduceerd door Koichiro Ito en Genki Kawamura, met muziek van Radwimps.
De film draait om de 17-jarige scholiere Suzume Iwato en Souta Munakata, die een reeks van rampen door heel Japan moeten zien te voorkomen. De productie van Suzume startte begin 2020 en werd eind 2022 voltooid. Een novelle, ook van Shinkai, en een mangaserie werden voorafgaand aan de film uitgebracht.

## Verhaal

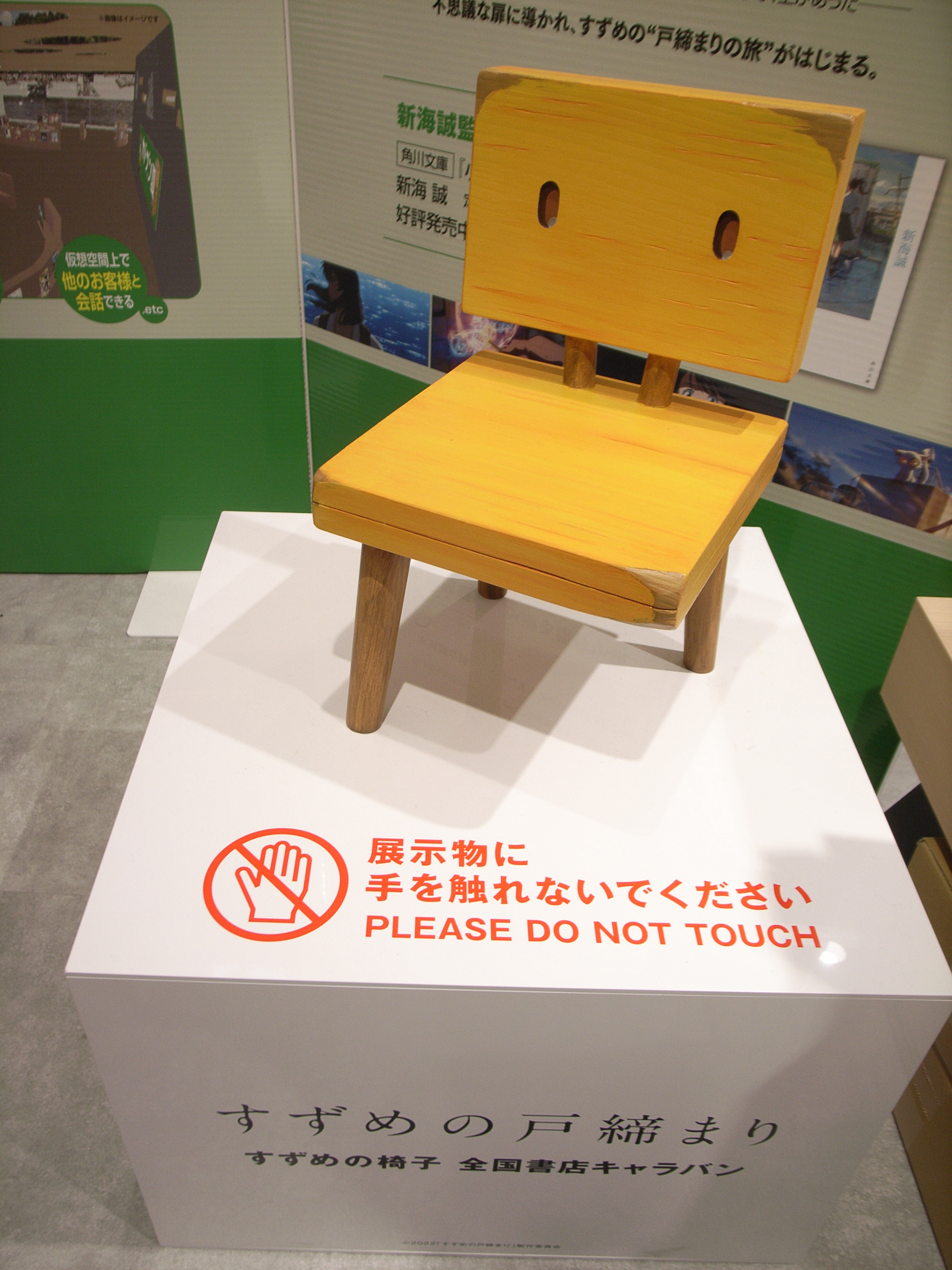
Het kinderstoeltje waarin Sota is veranderd.

Het zeventienjarige weesmeisje Suzume ontmoet op een ochtend naar school een jongeman die haar de weg vraagt naar een "deur". Ze wijst hem de weg en uit nieuwsgierigheid volgt ze hem naar de dichtbij gelegen ruïne. In de verlaten plek ontdekt ze alleen een losse deur. Ze raapt een steen op die in een wezen verandert dat plots wegrent. Later op school ziet ze een reusachtige worm uit de ruïne opstijgen die niemand anders kan zien. Teruggekeerd naar de ruïnes probeert de jongeman de deur te sluiten waaruit het wezen tevoorschijn komt. De gigantische worm die uit de deur kwam valt op de stad en veroorzaakt een nieuwe aardbeving. Beiden keren terug naar het huis van Suzume, waar ze de man oplapt, die zichzelf voorstelt als Sota Munakata. Hij is een 'deurensluiter' die de poorten bewaakt en afsluit waardoor de aardbeving veroorzakende delen van een worm Japan binnenkomen. Dan verschijnt er een kleine kat die niet alleen kan praten, maar een vloek uitroept over Sota die inmiddels is veranderd in de gedaante van een kinderstoeltje. Nu wil de kat Suzume voor zichzelf houden en Sota uit de weg ruimen.
In de achtervolging van de kat volgen de twee – Sota nog steeds in de vorm van het stoeltje – de kat door verschillende steden in Japan. De kat, die Daijin heet, maakt de achtervolging gemakkelijk door steeds foto's van zichzelf te laten maken voor sociale media. Met gecombineerde krachten en Sota's kracht als bewaker sluiten ze de poorten af en voorkomen ze nieuwe aardbevingen.
Suzume herinnert zich dat in haar jeugd een deur was in de naastgelegen ruïnes, vlak naast de plek waar haar moeder 12 jaar eerder omkwam tijdens een aardbeving in Tohoku. Ze besluit om naar de plek te reizen. In Tokio ontmoet ze Serizawa, die haar naar de bestemming wil rijden. Ook de tante van Suzume, Daijin, en de grote zwarte kat Sadaijin reizen onderweg mee.
In Tohoku gaat Suzume door de deur, waar ze naar Sota rent. Ze verlost hem en geeft zijn oorspronkelijke gedaante weer terug. Sota belooft haar binnenkort op te komen zoeken.

## Stemverdeling
| Personage          | Japanse stem       |
| ------------------ | ------------------ |
| Suzume Iwato       | Nanoka Hara        |
| Sota Munakata      | Hokuto Matsumura   |
| Tamaki Iwato       | Eri Fukatsu        |
| Minoru Okabe       | Shota Sometani     |
| Rumi Ninomiya      | Sairi Ito          |
| Chika Amabe        | Kotone Hanase      |
| Tsubame Iwato      | Kana Hanazawa      |
| Hitsujiro Munakata | Matsumoto Hakuo II |
| Tomoya Serizawa    | Ryunosuke Kamiki   |
| Daijin             | Ann Yamane         |
| Miki               | Aimi               |

## Ontvangst
De film bracht wereldwijd $301 miljoen dollar op en werd daarmee op drie na de animefilm met de hoogste opbrengst.
Suzume werd in recensies positief ontvangen met een verzamelde score van 7,8. Men prees het visuele gedeelte, de personages, animaties en de emotionele indruk die de film wist achter te laten. Ook de muziek van Radwimps werd als positief beoordeeld. Kritiek werd gegeven op bepaalde dialogen, cliché's, en voor de hand liggende elementen, die de film voorspelbaar maakten.

## Prijzen en nominaties
De belangrijkste:
| Jaar | Prijs                | Categorie             | Genomineerde(n)             | Uitslag     |
| ---- | -------------------- | --------------------- | --------------------------- | ----------- |
| 2024 | Golden Globes        | Beste film – animatie | Beste film – animatie       | Genomineerd |
| 2023 | Japan Academy Awards | Beste animatiefilm    | Beste animatiefilm          | Genomineerd |
| 2023 | Japan Academy Awards | Beste filmmuziek      | Kazuma Jinnouchi & Radwimps | Gewonnen    |